# 韓国鉄道大学
韓国鉄道大学（かんこくてつどうだいがく、朝鮮語: 한국철도대학、英語: Korea National Railroad College）は、かつて大韓民国に存在した国立大学。
鉄道分野の人材を養成するために設立され、2012年に韓国交通大学校へ統合され廃止となった。施設は同校の義王キャンパスとして利用されている。

## 歴史
- 1974年 - 鉄道高等学校（1986年閉校）の附設専門部としてソウル特別市龍山区に開設。
- 1977年 - 鉄道専門学校に改編。
- 1979年 - 鉄道専門大学と改称。
- 1985年 - 京畿道義王市に移転。
- 1999年 - 韓国鉄道大学と改称。
- 2012年3月1日 - 韓国交通大学校に統合。

## 組織

### 学部
- 鉄道経営・物流・コンピューター学部
- 鉄道工学部
- 自由専攻学部

### 学科
- 鉄道経営物流学科
- 鉄道インフラシステム工学科
- 鉄道運転システム工学科
- 鉄道電気電子工学科
- 鉄道車両システム工学科
- コンピュータ情報工学科

## 交通
- 韓国鉄道公社義王駅2番出口から徒歩10分。
- 嶺東高速道路富谷インターチェンジ。